# World Tag Team Championship (1971–2010)
World Tag Team Championship było oryginalnym tytułem mistrzowskim dywizji tag team profesjonalnego wrestlingu promowanym przez federację World Wrestling Entertainment. Przedstawiany był jako główny tytuł drużyn tag team w WWE od 1971 do 2002, kiedy to WWE Tag Team Championship zostały dodane dla brandu SmackDown. Oba tytuły zostały zunifikowane w 2009 i oba były nazywane jako Unified WWE Tag Team Championship, dopóki nie zdezaktywowano World Tag Team Championship w 2010.

## Historia
World Tag Team Championship było oryginalnie znane jako "World Wide Wrestling Federation (WWWF) World Tag Team Championship". Po tym jak je zaprezentowano w 1971, Luke Graham i Tarzan Tyler stali się pierwszymi mistrzami 3 czerwca owego roku. Nazwa tytułów została zmieniona na "World Wrestling Federation (WWF) World Tag Team Championship", kiedy to nazwa promocji została zmieniona na World Wrestling Federation. W połowie lat 90. były przedstawiane jako "WWF Tag Team Championship".
W marcu 2001, WwF zakupiło rywalizacyjną federację, World Championship Wrestling (WCW). Tuż po tym nastąpiło "The Invasion", gdzie grupa wrestlerów z ECW/WCW "The Alliance" została ostatecznie rozwiązana. Na Survivor Series 2001, tytuły zostały zunifkowane z WCW Tag Team Championship w Steel cage matchu. Posiadacze tytułów WCW, the Dudley Boyz, pokonali WWF Tag Team Championów, the Hardy Boyz, stając się ostatnimi posiadaczami WCW Tag Team Championship i nowymi WWF Tag Team Championship.
Po zmianie nazwy federacji w 2002, wszystkie tytuły otrzymały akronim "WWE", w tym wypadku "WWE Tag Team Championship". Po podzieleniu rosteru na brandy Raw i SmackDown!, Tag Team Championship zostały przydzielone do brandu Raw, pozostawiając niebieski roster bez żadnych tytułów w dywizji tag team. W rezultacie, Generalna Menadżerka SmackDown! Stephanie McMahon wprowadziła nowe WWE Tag Team Championship ekskluzywne dla owego brandu. Wraz z wprowadzeniem World Heavyweight Championship dla brandu Raw i przeniesieniu WWE Championship na SmackDown, dla Tag Team Championship z Raw została przygotowana nowa nazwa, "World Tag Team Championship", ażeby nie mylić się w nazewnictwie tytułu z przeciwnego brandu. Kiedy WWE Championship i World Heavyweight Championship zamieniły się brandami podczas 2005 WWE Draft Lottery, żadne z tytułów tag team nie zmieniły nazwy.
W późniejszej części 2008 i początku 2009, posiadacze WWE Tag Team Championship The Colóns (Carlito i Primo) zaczęli rywalizację z właścicielami World Tag Team Championship Johnem Morrisonem i The Mizem, gdzie obie drużyny walczyły w non-title matchach przeciwko sobie. 17 marca na ECW zostało ogłoszone, że na WrestleManii XXV obie drużyny zawalczą przeciwko sobie i zwycięzcy zdobędą oba tytuły mistrzowskie. The Colóns pokonali Morrisona i Miza, unifikując tytuły w Unified WWE Tag Team Championship. Później się okazało, że mistrzowie będą zawsze bronić obu tytułów (mistrzowie nosili aż cztery pasy mistrzowskie, po dwa reprezentujące dany tytuł) we wszystkich trzech branach WWE. 16 sierpnia 2010, World Tag Team Championship zostały wycofane na rzecz kontynuacji żywota WWE Tag Team Championship po tym jak Bret Hart zaprezentował nowe wyglądy pasów mistrzowskich dla ówczesnych mistrzów The Hart Dynasty (Davida Hart Smitha i Tysona Kidda).

## Panowania
Pierwszymi mistrzami byli Crazy Luke Graham i Tarzan Tyler, którzy pokonali Dick the Bruisera i The Sheika 3 czerwca 1971. Najdłużej mistrzostwo posiadali Demolition, których pierwsze panowanie trwało 478 dni. Trzy drużyny remisują w rekordzie najkrótszych posiadań. Jules Strongbow i Chief Jay Strongbow zdobyli tytuły, lecz niedługo później odebrano im po tym jak okazało się, iż Mr. Fuji, jeden z ówczesnych mistrzów, trzymał stopę na linie, co uznaje się za przerwanie przypięcia. Owen Hart i Yokozuna stracili tytuły 25 września 1995 na rzecz Smoking Gunns po tym jak przywrócono tym drugim tytuły. 19 grudnia 2000, Edge i Christian pokonali The Hardy Boyz zdobywając tytuły, lecz tej samej nocy stracili je przeciwko The Dudley Boyz.
The Dudley Boyz mieli rekord w ilości panowań, które wynosiło osiem. Edge zaś posiadał mistrzostwo rekordowo 12 razy, siedem z Christianem, a prócz tego po raz z Hulkiem Hoganem, Chrisem Benoit, Randym Ortonem i Chrisem Jericho (już po unifikacji tytułów).
Ostatnimi mistrzami byli The Hart Dynasty (David Hart Smith i Tyson Kidd), którzy zdobyli tytuły od ShoMiz (Big Showa i The Miza) 26 kwietnia 2010 na Raw. Po tym jak World Tag Team Championship zostało zdezaktywowane, drużyna była przedstawiana jako posiadacze WWE Tag Team Championship, dopóki ich nie stracili na Night of Champions 19 września 2010 na rzecz Drewa McIntyre’a i Cody’ego Rhodesa.